# Coleophora maritella
Coleophora maritella é uma espécie de mariposa do gênero Coleophora pertencente à família Coleophoridae.